# Resolution 1410 des UN-Sicherheitsrates
Mit der Resolution 1410 des UN-Sicherheitsrats wurde die Schaffung der Unterstützungsmission der Vereinten Nationen in Osttimor (UNMISET) beschlossen. Die Resolution wurde am 17. Mai 2002 unter Hinweis auf die Resolutionen 1272, 1338 und 1392 und der Erklärung von Osttimors Staatspräsidenten Xanana Gusmão vom 31. Oktober 2001 (S/PRST/2001/32) verabschiedet.

## Hintergrund
Nach der indonesischen Besatzung von 1975 bis 1999 stand Osttimor (Timor-Leste) zunächst unter der Übergangsverwaltung der Vereinten Nationen für Osttimor (UNTAET). Die UNTAET übernahm den Aufbau staatlicher Institutionen. Wahlen zur verfassunggebenden Versammlung fanden am 30. August 2001 statt, am 14. April 2002 die ersten Präsidentenwahl. Für den 20. Mai 2002 war die Entlassung Osttimors in die Unabhängigkeit geplant.

## Die Resolution

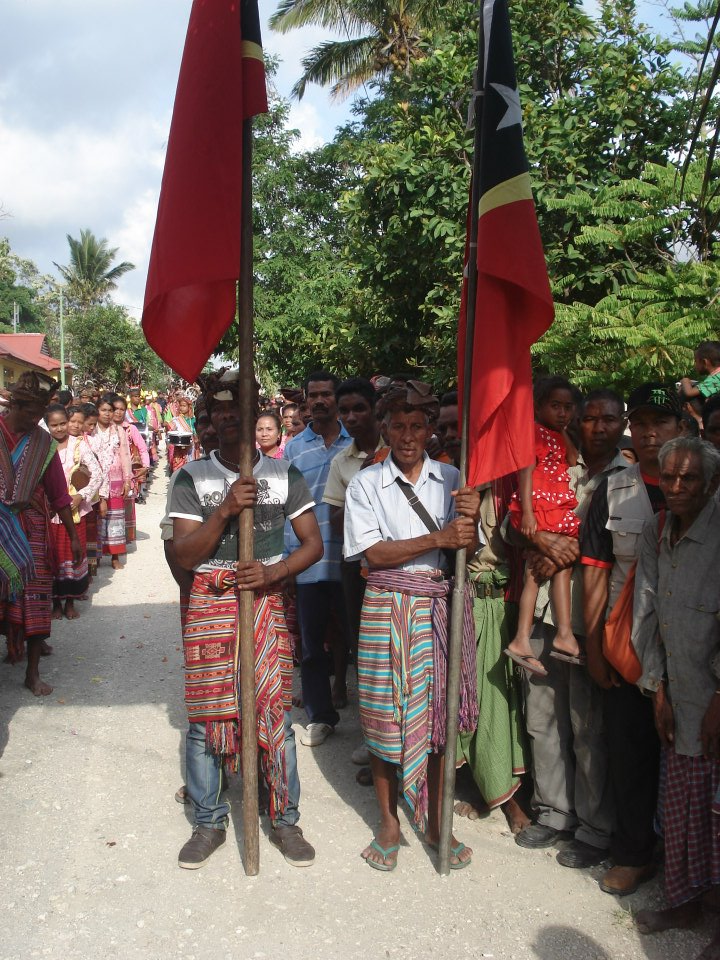
Die Flagge Osttimors

Der Weltsicherheitsrat lobte das Volk Osttimors, dass es das Land durch friedliche und demokratische zur Unabhängigkeit geführt hat. Anerkennend festgestellt wurde die Hingabe und Professionalität der UNTAET und die Leitung des UN-Sonderbeauftragten für Osttimor Sérgio Vieira de Mello bei der Unterstützung des osttimoresischen Volkes beim Übergang in die Unabhängigkeit. Wiederholt wurde vom Weltsicherheitsrat die Begrüßung der erfolgreichen und friedlichen Wahlen für die Verfassunggebende Versammlung am 30. August 2001 und die Präsidentenwahl am 14. April 2002. Der Weltsicherheitsrat begrüßte außerdem den Einsatz der gewählten Führer Osttimors das Land solidarisch zu führen. Begrüßt werden außerdem ihre bisher ausgeführten Schritte, um gute Beziehungen mit den Nachbarstaaten zu etablieren. Zur Kenntnis nahm der Weltsicherheitsrat die primäre Verantwortung des Volkes Osttimors für den Aufbau ihrer Nation.
Zur Kenntnis wurde auch genommen, dass die entstehenden Institutionen in Osttimor noch immer fragil sind und dass in der Zeit direkt nach der Unabhängigkeit Unterstützung weiter notwendig sein wird, um den anhaltenden Schwung bei der Entwicklung und Stärkung Osttimors Infrastruktur, öffentliche Verwaltung, Vollzugsbehörden und Verteidigungskapazitäten. Mit Sorge wurde die Einschätzungen des Generalsekretärs der Vereinten Nationen Kofi Annan über die Schwierigkeiten zur Kenntnis genommen, die einen negativen Einfluss auf die Effektivität des Justizsystems in Osttimor haben und rief daher alle relevanten Parteien dazu auf, in diesem Bereichen einem Fortschritt weiter zu arbeiten. Zur Kenntnis wurde der Bericht des Generalsekretärs vom 17. April 2002 (S/2002/432). Seine Empfehlung für eine Folgemission der UNTAET für den Zeitraum von zwei Jahren werden begrüßt. Der Weltsicherheitsrat nahm auch den gemeinsamen Brief des gewählten Präsidenten Osttimors Xanana Gusmão und des Chefministers Osttimors Marí Bin Amude Alkatiri an den Präsidenten des Sicherheitsrates vom 20. April 2002 zur Kenntnis.
Der Weltsicherheitsrat erinnerte an die relevanten Prinzipien in der Konvention zur Sicherheit von Personal von Vereinte Nationen und angeschlossenen Personen, die am 9. Dezember 1994 angenommen wurde. Begrüßt wurde die Absicht des Generalsekretärs einen Koordinator des Entwicklungsprogramm der Vereinten Nationen (UNDP) vor Ort als seinen stellvertretenden Sonderbeauftragter zu ernennen. Unterstrichen wurde die Wichtigkeit eines sanften Übergangs der Rolle der Vereinten Nationen hin zu einer Unterstützung bei der Entwicklung. Zur Kenntnis nimmt der Weltsicherheitsrat die weiterbestehenden Herausforderungen für die kurzfristige und langfristige Sicherheit und Stabilität eines unabhängigen Osttimors und entscheidet, dass die Sicherheit der Landesgrenzen Osttimors und den Bestand ihrer inneren und äußeren Stabilität für den Erhalt des Friedens und der Sicherheit in der Region notwendig ist.
Der Weltsicherheitsrat beschloss die Einrichtung der Unterstützungsmission der Vereinten Nationen in Osttimor (UNMISET) ab dem 20. Mai 2002 für zwölf Monate. Das Mandat sollte folgende Elemente enthalten: Unterstützung von Kernstrukturen der Verwaltung, die kritisch für die Lebensfähigkeit und politische Stabilität Osttimors sind, vorläufige Vollzugsbehörden und Kräfte für die öffentliche Sicherheit und der Unterstützung bei der Entwicklung einer neuen Vollzugsbehörde in Osttimor, des East Timor Police Service (ETPS) und das Beitragen zur äußeren und inneren Sicherheit Osttimors.
Der Weltsicherheitsrat entschied, dass die UNMISET vom UN-Sonderbeauftragten für Osttimor geleitet werden sollte. Die UNMISET sollte aus einem zivilen Anteil bestehen, mit dem Büro des Sonderbeauftragten und seinen Schwerpunkten Gleichberechtigung der Geschlechter und HIV/AIDS, einer zivilen Unterstützungsgruppe von bis zu 100 Personen, für das Besetzen von Kernfunktionen, einer Serious Crimes Unit und einer Einheit für Menschenrechte. Des Weiteren sollten dazu kommen, ein Kontingent von zivilen Polizeikräften mit anfangs 1250 Beamten und ein militärisches Kontingent mit zunächst bis zu 5.000 Soldaten, inklusive 120 Militärberatern. Der Weltsicherheitsrat forderte von der UNMISET besonderen Augenmerk auf Stabilität, Demokratie, Rechtsstaat, öffentliche Verwaltung, Vollzugsbehörden, äußere Sicherheit und Grenzkontrolle zu legen. Beschlossen wurde weiter, dass die international anerkannten Prinzipien der Menschenrechte ein integraler Bestandteil der Ausbildung und des Fähigkeitenaufbaus durch die UNMISET sein sollten. Die UNMISET wurde autorisiert unter Kapitel IV der Charta der Vereinten Nationen die notwendigen Maßnahmen zu ergreifen, um während der Dauer des Mandates, seine Aufgaben zu erfüllen. Eine Überprüfung des Falles und aller Aspekte des UNMISET-Mandats sollte nach zwölf Monaten erfolgen. Der Fortschritt beim Erreichen der einzelnen Ziele sollte unter ständiger Überprüfung stattfinden und die Verkleinerung der UNMISET so schnell wie möglich erfolgen, nachdem die Situation vor Ort vorsichtig geprüft wurde. Die UNMISET sollte über einen Zeitraum von zwei Jahren, so bald wie möglich, die gesamte operativen Verantwortung an die osttimoresischen Behörden übertragen, ohne dabei die Stabilität zu gefährden. Die UN-Mitgliedsstaaten und internationalen Agenturen wurden angewiesen, die vom Generalsekretär angeforderte Unterstützung zur Verfügung stellen, im Besonderen die Unterstützung beim Aufbau der ETPS und der Verteidigungskräfte Osttimors (FDTL).
Begrüßt wurde der Fortschritt bei der Lösung der bilateralen Probleme zwischen Indonesien und Osttimor und der Weltsicherheitsrat betonte die große Wichtigkeit der Zusammenarbeit beider Regierungen, wie ebenso die Kooperation mit UNMISET in allen Fragen, inklusive bei der Erarbeitung einer Vereinbarung zur Grenzziehung zwischen den beiden Staaten, beim zur Rechenschaft ziehen der Verantwortlichen der schweren Verbrechen während der Krise in Osttimor 1999, bei der Rückführung der umgesiedelten und geflohenen Einwohner Osttimors, die sich derzeit in Indonesien befanden und bei der weitergehenden Arbeit zur Bekämpfung krimineller Aktivitäten in jeglicher Form, inklusive der Milizen im Grenzgebiet.
Der Generalsekretär wurde angewiesen, den Weltsicherheitsrat eng und regelmäßig über den Fortschritt bei der Umsetzung der Resolution zu unterrichten. Er sollte innerhalb von sechs Monaten einen bericht abliefern und jeweils alle sechs Monate einen weiteren. Der Weltsicherheitsrat beschloss sich weiter aktiv mit der Angelegenheit zu befassen.

## Folgezeit
Osttimor wurde am 20. Mai 2002 in die Unabhängigkeit entlassen. Das Mandat der UNMISET wurde später bis 2005 verlängert, dann durch die einjährige Folgemission Büro der Vereinten Nationen in Osttimor (UNOTIL) ersetzt. Als 2006 Unruhen in Osttimor ausbrachen, wurde die Entsendung der Integrierte Mission der Vereinten Nationen in Timor-Leste (UNMIT), zusammen mit der International Stabilization Force (ISF) notwendig. Die UN-Missionen in Osttimor endeten schließlich am 31. Dezember 2012.